# 貝加莫省
貝加莫省（義大利語：Provincia di Bergamo）是意大利倫巴第大區的一個省。面積2,723平方公里，2010年人口1,098,740人。首府貝加莫。
下分243个市鎮。